# Matrizes semelhantes
Em matemática, diz-se que duas matrizes quadradas {\displaystyle A} e {\displaystyle B} são semelhantes (ou similares) se existir uma matriz invertível {\displaystyle M} tal que:
{\displaystyle A=M^{-1}BM\,}

## Definição
Uma matriz {\displaystyle A} é dita ser semelhante à matriz {\displaystyle B} se, e somente se, existe uma matriz {\displaystyle M} invertível tal que:
{\displaystyle A=M^{-1}BM\,}.
Observamos que a definição exige que {\displaystyle A} e {\displaystyle B} sejam matrizes quadradas de mesma ordem. Pois, caso contrário, a identidade acima não estaria bem definida, ou seja, este conceito de semelhança se aplica apenas a matrizes quadradas.

### Relação de equivalência
O conceito de matriz semelhante define uma relação de equivalência, i.e.:
1. (Reflexividade) Toda matriz {\displaystyle A} é semelhante a si mesma;
2. (Simetria){\displaystyle A} é semelhante a {\displaystyle B} implica {\displaystyle B} semelhante a {\displaystyle A};
3. (Transitividade) {\displaystyle A} é semelhante a {\displaystyle B} e {\displaystyle B} é semelhante a {\displaystyle C} implica {\displaystyle A} semelhante a {\displaystyle C};

Demonstração
1. Como {\displaystyle A=I^{-1}AI}, temos que {\displaystyle A} é semelhante a {\displaystyle A}.
2. Se {\displaystyle A=M^{-1}BM}, então {\displaystyle B=N^{-1}AN} com {\displaystyle N=M^{-1}}. Ou seja, {\displaystyle A} é semelhante a {\displaystyle B} implica {\displaystyle B} semelhante a {\displaystyle A}.
3. Se {\displaystyle A=M^{-1}BM} e {\displaystyle B=N^{-1}CN}, então {\displaystyle A=P^{-1}CP} com {\displaystyle P=NM}. Isto é, {\displaystyle A} é semelhante a {\displaystyle B} e {\displaystyle B} é semelhante a {\displaystyle C} implica {\displaystyle A} semelhante a {\displaystyle C}.

## Propriedades
Sejam A e B matrizes semelhantes, então:
1. {\displaystyle \det(A)=\det(B)};
2. {\displaystyle A} é invertível se e somente se {\displaystyle B} também o for;
3. {\displaystyle A} e {\displaystyle B} possuem o mesmo polinômio característico;
4. {\displaystyle A} e {\displaystyle B} tem os mesmos valores próprios com a mesma multiplicidade;
5. {\displaystyle A} e {\displaystyle B} têm o mesmo traço;
6. {\displaystyle A^{k}} e {\displaystyle B^{k}} são semelhantes para todo {\displaystyle k\in \mathbb {N} }.
7. As matrizes de um operador linear de dimensão finita são semelhantes.

### Demonstração
Propriedade 1.
Mostraremos que se {\displaystyle A} e {\displaystyle B} são matrizes semelhantes, então {\displaystyle \det(A)=\det(B)}. Com efeito, temos que existe uma matriz invertível {\displaystyle M} tal que {\displaystyle A=M^{-1}BM}. Pelas propriedades do determinante segue que:
{\displaystyle {\begin{aligned}\det(A)&=\det(M^{-1}BM)\\&=\det(M^{-1})\det(B)det(M)\\&={\frac {1}{\det(M)}}\det(B)\det(M)\\&=\det(B)\end{aligned}}}
Propriedade 2.
Mostraremos que se {\displaystyle A} e {\displaystyle B} são matrizes semelhantes, então {\displaystyle A} é invertível se, e somente se, {\displaystyle B} também for. Com efeito, temos que existe uma matriz invertível {\displaystyle M} tal que {\displaystyle A=M^{-1}BM}, ou equivalentemente, {\displaystyle B=MAM^{-1}}. Suponhamos que {\displaystyle A} seja invertível. Então, afirmamos que {\displaystyle (MAM^{-1})^{-1}=MA^{-1}M^{-1}} é matriz inversa de {\displaystyle B}. De fato:
{\displaystyle B(MA^{-1}M^{-1})=MA(M^{-1}M)A^{-1}M^{-1}=M(AA^{-1})M^{-1}=MM^{-1}=I}
e
{\displaystyle (MA^{-1}M^{-1})B=MA^{-1}(M^{-1}M)AM^{-1}=M(A^{-1}A)M^{-1}=MM^{-1}=I}.
Isto mostra que se {\displaystyle A} é invertível, então {\displaystyle B} é invertível. A recíproca segue raciocínio análogo.
Propriedade 3.
Mostraremos que se {\displaystyle A} e {\displaystyle B} são matrizes semelhantes, então {\displaystyle A} e {\displaystyle B} possuem o mesmo polinômio característico. Com efeito, existe uma matriz invertível {\displaystyle M} tal que {\displaystyle A=M^{-1}BM}. Por definição, o polinômio característico de {\displaystyle B} é dado por {\displaystyle p_{B}(\lambda )=\det(B-\lambda I)}. Daí, segue que:
{\displaystyle {\begin{aligned}p_{B}(\lambda )&=\det(M^{-1})\det(B-\lambda I)\det(M)\\&=\det[M^{-1}(B-\lambda I)M]\\&=\det(M^{-1}BM-\lambda M^{-1}M)\\&=\det(A-\lambda I)\\&=p_{A}(\lambda )\end{aligned}}}
Isso conclui a demonstração.
Propriedade 4.
Segue imediatamente da propriedade 3.
Propriedade 5.
Segue da propriedade 3, pois o traço de uma matriz {\displaystyle n\times n} é o coeficiente do termo de grau {\displaystyle n-1} do seu polinômio característico.
Propriedade 6.
Mostraremos que se {\displaystyle A} e {\displaystyle B} são matrizes semelhantes, então {\displaystyle A^{k}} e {\displaystyle B^{k}} também são para todo número {\displaystyle k} natural. Com efeito, existe uma matriz invertível {\displaystyle M} tal que {\displaystyle A=M^{-1}BM}. Por indução em {\displaystyle k} vemos que {\displaystyle (M^{-1}BM)^{k}=M^{-1}B^{k}M}. Ou seja, {\displaystyle A^{k}=M^{-1}B^{k}M}, como queríamos demonstrar.
Propriedade 7.
Seja {\displaystyle T:V\to V} um operador linear sobre o espaço vetorial {\displaystyle V} de dimensão finita com bases {\displaystyle B_{1}} e {\displaystyle B_{2}}. Sejam, então, {\displaystyle A} e {\displaystyle B} as matrizes de {\displaystyle T} nas respectivas bases {\displaystyle B_{1}} e {\displaystyle B_{2}}, i.e.:
{\displaystyle [T(\mathbf {x} )]_{B_{1}}=A[\mathbf {x} ]_{B_{1}},\quad \forall \mathbf {x} \in V}
e
{\displaystyle [T(\mathbf {x} )]_{B_{2}}=B[\mathbf {x} ]_{B_{2}},\quad \forall \mathbf {x} \in V}
onde, {\displaystyle [\mathbf {x} ]_{B_{1}}} denota a representação do vetor {\displaystyle \mathbf {x} } na base {\displaystyle B_{1}} com notação análoga para {\displaystyle [\mathbf {x} ]_{B_{2}}}.
Seja, agora, {\displaystyle P} a matriz de mudança da base {\displaystyle B_{1}} para a base {\displaystyle B_{2}}, i.e.:
{\displaystyle [\mathbf {x} ]_{B_{2}}=P[\mathbf {x} ]_{B_{1}},\quad \forall \mathbf {x} \in V}.
Logo, temos:
{\displaystyle [T(\mathbf {x} )]_{B_{2}}=BP[\mathbf {x} ]_{B_{1}}\Rightarrow P^{-1}[T(\mathbf {x} )]_{B_{2}}=P^{-1}BP[\mathbf {x} ]_{B_{1}}\Rightarrow [T(\mathbf {x} )]_{B_{1}}=P^{-1}BP[\mathbf {x} ]_{B_{1}}\Rightarrow A[\mathbf {x} ]_{B_{1}}=P^{-1}BP[\mathbf {x} ]_{B_{1}}}.
Como a última igualdade é válida para todo {\displaystyle \mathbf {x} \in V}, concluímos que {\displaystyle A} e {\displaystyle B} são matrizes semelhantes.